# Gesellschaft für Analytische Philosophie
Die Gesellschaft für Analytische Philosophie e. V. (GAP) ist eine philosophische Gesellschaft, deren Zweck die Förderung und Vermittlung Analytischer Philosophie im deutschsprachigen Raum ist. Sie ist institutionelles Mitglied der European Society for Analytical Philosophy (ESAP).
Die GAP wurde 1990 in Berlin gegründet und hat zurzeit (2023) über 1000 Mitglieder. Sie ist nach der Deutschen Gesellschaft für Philosophie die zweitgrößte philosophische Gesellschaft im deutschsprachigen Raum und die größte Gesellschaft für analytische Philosophie in Europa.

## Personen

### Präsidenten
Gründungspräsident war von 1990 bis 1994 Georg Meggle. Ihm folgten Julian Nida-Rümelin (1994–1997), Carlos Ulises Moulines (1997–2000), Ansgar Beckermann (2000–2006), Thomas Spitzley (2006–2012), Achim Stephan (2012–2015), Thomas Grundmann (2015–2018) und Geert Keil (2018–2022) im Amt des Präsidenten. Seit 2023 sind Elke Brendel und Markus Schrenk Präsidentin bzw. Präsident der Gesellschaft für Analytische Philosophie.

### Ehrenpräsidenten
Wolfgang Stegmüller war von 1990 bis zu seinem Tod 1991 Ehrenpräsident. Georg Meggle ist seit 2018 Ehrenpräsident. Meggle gilt jedoch für seine zum Teil antiisraelische Haltung als umstritten, insofern sie ihm auch als antisemitisch ausgelegt wurde.

### Ehrenmitglieder
Ehrenmitglieder der GAP sind bzw. waren Franz von Kutschera (seit 1997), Günther Patzig (1997–2018), Hans Albert (2003–2023), Erhard Scheibe (2003–2010), Georg Meggle (seit 2006) und Ansgar Beckermann (seit 2018).

## Aktivitäten
Wichtigste Aktivität der GAP ist die Organisation und Durchführung eines alle drei Jahre stattfindenden internationalen Kongresses für analytische Philosophie, der die Bekanntheit der analytischen Philosophie und den Austausch unter analytischen Philosophen fördern soll. Folgende Konferenzen fanden bisher statt: GAP.1 (Saarbrücken 1991), GAP.2 (Leipzig 1994), GAP.3 (München 1997), GAP.4 (Bielefeld 2000), GAP.5 (Bielefeld 2003), GAP.6 (Berlin 2006), GAP.7 (Bremen 2009), GAP.8 (Konstanz 2012), GAP.9 (Osnabrück 2015), GAP.10 (Köln 2018), GAP.11 (Berlin 2022).
Seit 1994 wird im Rahmen der GAP-Kongresse der Wolfgang-Stegmüller-Preis zur Förderung des wissenschaftlichen Nachwuchses für herausragende Arbeiten auf dem Gebiet der analytischen Philosophie vergeben, der nach dem deutsch-österreichischen Philosophen Wolfgang Stegmüller benannt ist. Weiterhin vergibt die GAP, ebenfalls im Rahmen der GAP-Kongresse, seit dem Jahr 2000 den vom De Gruyter-Verlag gestifteten De Gruyter Preis für unveröffentlichte Monographien aus dem Bereich Ontologie oder Metaphysik und seit 2009 den nach Gottlob Frege benannten Frege-Preis für herausragende Leistungen einer deutschsprachigen Philosophin oder eines deutschsprachigen Philosophen auf dem Gebiet der analytischen Philosophie. Zudem schreibt die Gesellschaft gemeinsam mit der Zeitschrift Grazer Philosophische Studien jährlich einen Essaypreis für Studierende und Postgraduierte aus.

## Kooperationen
Die Gesellschaft kooperiert mit den philosophischen Fachzeitschriften Dialectica, Erkenntnis, Facta Philosophica, Grazer Philosophische Studien und Logical Analysis and History of Philosophy. Kooperierende Philosophie-Gesellschaften im Ausland sind die Österreichische Ludwig-Wittgenstein-Gesellschaft, die European Society for Analytical Philosophy, die Polnische Gesellschaft für Logik und Wissenschaftstheorie sowie die Italienische Gesellschaft für Analytische Philosophie.